# Carlo Giacomini
Carlo Giacomini (Sale, 29 novembre 1840 – Torino, 5 luglio 1898) è stato un medico, antropologo e anatomista italiano.
Condusse importanti studi sulla struttura dell'encefalo, oltre a problemi di anatomia normale. Affrontò ricerche antropologiche spaziando fra le diverse razze interessandosi anche di teratologia legata ai vari casi.

## Biografia

### Studi universitari, volontario in guerra, insegnamento
Laureato in medicina e chirurgia nel 1864 presso l'università degli Studi di Torino, nel 1866 fu medico volontario nella terza guerra di indipendenza ed in seguito nella guerra franco-prussiana (1870). Nel 1868 divenne settore anatomico presso l'istituto della stessa università. Nel 1874 dopo la morte dell'allora ordinario di anatomia normale prof. Giovanni De Lorenzi, gli successe come professore straordinario e, dal 1880, come professore ordinario.

### Studi, iniziative, riconoscimenti
All'inizio della sua attività scientifica condusse studi clinici con il fisiologo Angelo Mosso (1846-1910) che portarono alla prima registrazione delle pulsazioni cerebrali nell'uomo [1]. Fra le sue prime ricerche si annoverano gli studi sulle anomalie nervose della mano e la circolazione venosa degli arti inferiori e arteriosa degli arti superiori. Sono suoi alcuni reperti anatomici per ciò che concerne la topografia cardiaca: le cosiddette vertebre del Giacomini (dalla quinta vertebra toracica all'ottava) sono un limite dorsale del cuore. Dal 1882 seguì in maniera approfondita lo studio della morfologia cerebrale: descrivendo il lobo limbico, una parte della circonvoluzione dell'ippocampo porta oggi il nome di banderella o limbus del Giacomini; ne dedusse un'opera completa sulle circonvoluzioni cerebrali (1882). Non per ultimo, condusse studi antropologici correlando le varie circonvoluzioni cerebrali alle diverse razze dimostrandone la grande varietà: questo contrastò le convinzioni dell'antropologo-criminologo Cesare Lombroso. Nel 1886 descrisse per primo un'anomalia della giunzione cranio-vertebrale, chiamata Os Odontoideum, e intuì che tale anomalia poteva alterare la motilità del passaggio cranio-spinale anticipando il concetto di instabilità vertebrale [1]. Nel 1871 fu eletto socio della Reale Accademia di medicina. Nel 1876 assunse la direzione del Gabinetto di Anatomia Umana dell'ateneo torinese e nel 1887 divenne socio dell'Accademia delle Scienze della stessa città.

### Disposizioni post-mortem, contributi
Per volontà testamentaria il suo scheletro fu esposto assieme al suo cervello presso il museo di anatomia umana Luigi Rolando di Torino. Il cervello ai piedi dello scheletro fu preparato con una tecnica conservativa da lui messa a punto. Giacomini stesso donò, quando era ancora in vita, la sua collezione craniologica allo stesso museo: centinaia di encefali di diverse dimensioni sono tuttora esposti in bacheca.